# Lục súc tranh công
Lục súc tranh công (chữ Nôm: 六畜爭功; nghĩa là Sáu con vật nuôi trong nhà tranh nhau công trạng) là một truyện Nôm khuyết danh tác giả. Truyện từng được đưa vào đề tài giáo khoa môn Văn trong các trường Trung học Đệ nhị cấp trước năm 1975.

## Khái lược
Nguyên tác truyện bằng chữ Nôm. Theo nhận định của Phó bảng Bùi Kỷ, căn cứ vào giọng văn thì tác giả có lẽ sống vào thời Lê mạt, Nguyễn sơ, là một nhân vật trong phái cựu học ở vùng Nghệ Tĩnh trở vào.
Truyện được Trương Vĩnh Ký phiên âm ra Quốc ngữ đầu tiên vào năm 1887. Nó dần phổ biến và lưu hành khá lâu, từ trước năm 1923, dần được xem như truyện ngụ ngôn thịnh hành của Việt Nam đầu thế kỷ XX.
Nội dung truyện diễn theo thể "nói lối" hay Cổ phong (cổ thể), biến thể của lối song thất. Toàn truyện có 570 câu, gồm 3 phần: phần đầu gồm 12 câu là đoạn lung, phần cuối gồm 4 câu là đoạn kết, còn lại có thể tách ra thành 10 đoạn nhỏ, là những lời tranh luận của lục súc. Theo Bùi Kỷ, tác giả là một nhà học vấn uyên bác, biết dùng nhiều điển cổ để tả tâm tư, thể hiện được khẩu khí nhân vật, biết điểm xuyến vài câu trào phúng, rất tao nhã và có nhiều ý vị.

## Nội dung
Lục súc là sáu con vật nuôi trong nhà là Trâu, Chó, Ngựa, Dê, Gà, và Lợn, tranh nhau kể công trạng của mình đối với nhà chủ. Mỗi con vật đều cho rằng công trạch của mình là quan trọng nhất.
- Trâu thì rằng làm ăn vất vả, có công sinh ra thóc, gạo, ngô, đỗ;
- Chó thì rằng có công coi nhà giữ trộm;
- Ngựa thì rằng có công đem chủ đi quán về quê, đánh đông dẹp bắc;
- Dê thì rằng có công trong việc tế lễ;
- Gà thì rằng có công gáy sáng, xem giờ,bói toán;
- Lợn thì rằng có công trong việc quan, hôn, tang, tế.

Sáu con cùng tranh luận, người chủ phải can thiệp vào, dàn hòa mới yên.
Theo các nhà phân tích văn học, thông qua truyện, tác giả muốn truyền tải thông điệp về việc đời, bất cứ lớn hay nhỏ, mỗi người có một chức vị, làm trọn được, tức là giúp cho đời, và không nên ganh tị lẫn nhau.